# Archibald Warden
Archibald Adam Warden, (Edimburg, Gran Bretanya, 11 de maig de 1869 − Canes, França, 7 d'octubre de 1943) fou un tennista britànic que va competir per aquest país en els Jocs Olímpics de 1900 celebrats a París. Va guanyar la medalla de bronze en la competició de dobles mixtos fent parella amb la tennista de Bohèmia Hedwiga Rosenbaumová, tot i que en aquella època no es disputava partit pel tercer i quart lloc.

## Jocs Olímpics

### Dobles mixtos
| Any  | Campionat                    | Parella              |
| ---- | ---------------------------- | -------------------- |
| 1900 | Jocs Olímpics, París, França | Hedwiga Rosenbaumová |